# Erannis demacularia
Erannis demacularia är en fjärilsart som beskrevs av Scholz 1947. Erannis demacularia ingår i släktet Erannis och familjen mätare. Inga underarter finns listade i Catalogue of Life.